# 多貢杜奇省

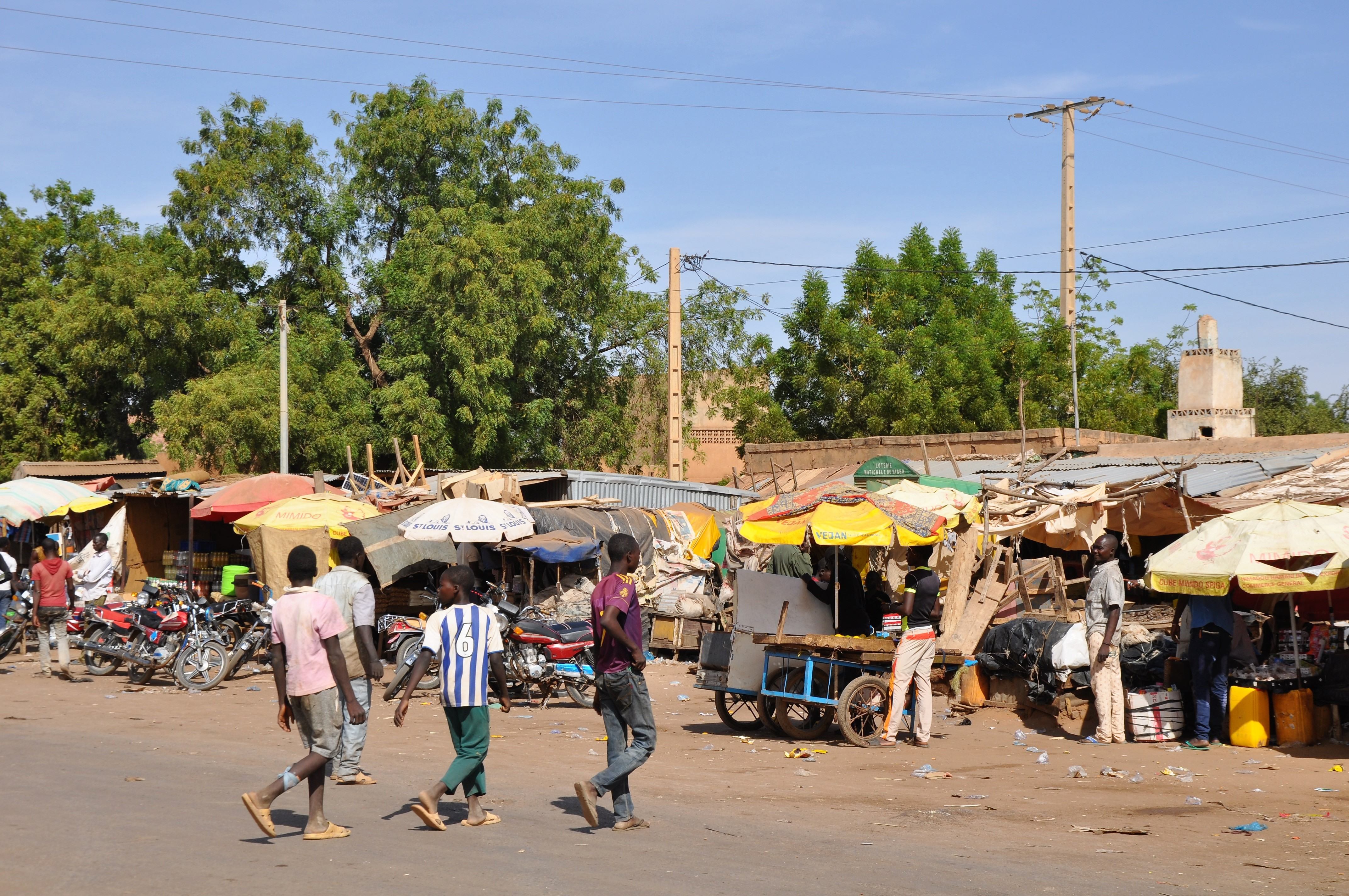
多贡杜奇省市中心街景

13°38′21″N 4°01′43″E / 13.63917°N 4.02861°E
多貢杜奇省（法語：Dogondoutchi），是尼日爾的省份，位於該國西南部，由多索大區負責管轄，南面是加亞省，面積11,936平方公里，2011年人口682,289，人口密度每平方公里57人。